# Sulzdorf an der Lederhecke
Sulzdorf an der Lederhecke, Sulzdorf a.d.Lederhecke – miejscowość i gmina w Niemczech, w kraju związkowym Bawaria, w rejencji Dolna Frankonia, w regionie Main-Rhön, w powiecie Rhön-Grabfeld, wchodzi w skład wspólnoty administracyjnej Bad Königshofen im Grabfeld. Leży w Grabfeldzie, około 27 km na południowy wschód od Bad Neustadt an der Saale, nad rzeką Soława Frankońska, przy drodze B279.

## Dzielnice
W skład gminy wchodzą następujące dzielnice: Obereßfeld, Schwanhausen, Serrfeld, Sternberg im Grabfeld, Sulzdorf an der Lederhecke i Zimmerau..

## Demografia

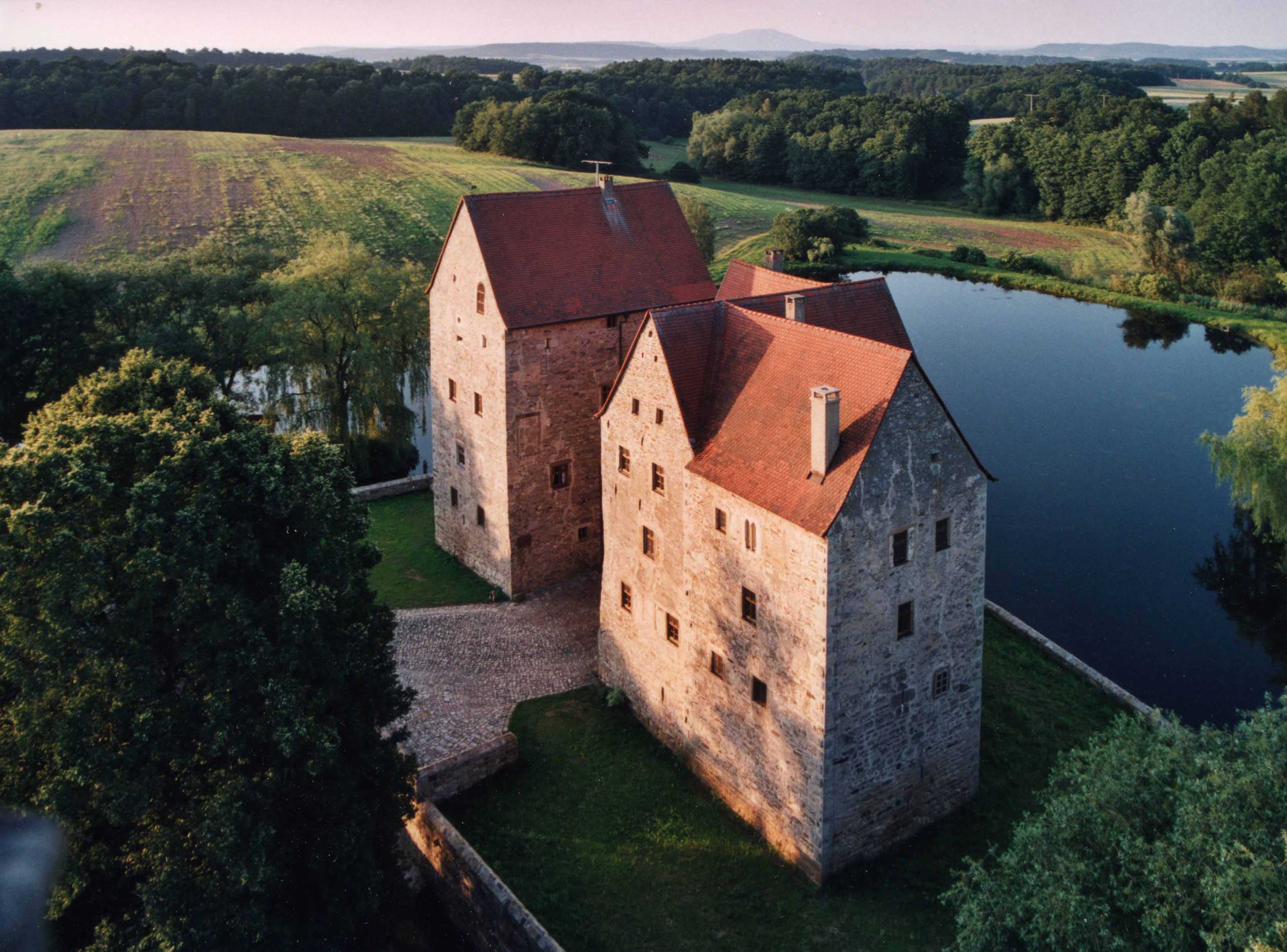
Zamek wodny Brennhausen

| Rok  | Liczba mieszk. |
| ---- | -------------- |
| 1970 | 1.368          |
| 1987 | 1.213          |
| 2000 | 1.298          |
| 2005 | 1.267          |

## Zabytki i atrakcje
- barokowy zamek Sternberg
- zamek Serrfeld
- zamek Obereßfeld
- zamek Brennhausen

## Oświata
(na 1999)

W gminie znajduje się 50 miejsc przedszkolnych (z 46 dziećmi).